# Liste der Kulturgüter in Rüti bei Büren
Die Liste der Kulturgüter in Rüti bei Büren enthält alle Objekte in der Gemeinde Rüti bei Büren im Kanton Bern, die gemäss der Haager Konvention zum Schutz von Kulturgut bei bewaffneten Konflikten, dem Bundesgesetz vom 20. Juni 2014 über den Schutz der Kulturgüter bei bewaffneten Konflikten sowie der Verordnung vom 29. Oktober 2014 über den Schutz der Kulturgüter bei bewaffneten Konflikten unter Schutz stehen.
Objekte der Kategorie A sind im Gemeindegebiet nicht ausgewiesen, Objekte der Kategorie B sind vollständig in der Liste enthalten, Objekte der Kategorie C fehlen zurzeit (Stand: 8. April 2024). Unter übrige Baudenkmäler sind Objekte zu finden, die im Bauinventar des Kantons Bern als «schützenswert» verzeichnet sind.

## Kulturgüter
| Foto |                                                                            | Objekt                                          | Kat. | Typ | Standort                         | Beschreibung |
| ---- | -------------------------------------------------------------------------- | ----------------------------------------------- | ---- | --- | -------------------------------- | --- |
| ja   | Datei hochladen · Wikidata zu Reformierte Kirche mit Pfarrhaus (Q29674778) | Reformierte Kirche mit Pfarrhaus KGS-Nr.: 01194 | B    | G   | Herrengasse 2, 4 597355 / 222334 | Im Kern aus dem 12. Jahrhundert stammendes Kirchengebäude mit nachträglich angebautem Käsbissenturm. Der weisse Putzbau mit Tuffstein-Gliederungen und leicht eingezogenem, rechteckigem Chor unter geknicktem Satteldach steht in einem ummauerten Kirchhof. Das romanische Kirchenschiff besitzt gotische Ausmalungen aus dem 15. Jahrhundert. Daneben steht das 1787 erbaute Pfarrhaus, ein sehr stattlicher Putzbau mit symmetrischen, dreiachsigen Fassaden unter geknicktem Vollwalmdach. |
| ja   | Datei hochladen · Wikidata zu Teufelsburg (Q1157656)                       | Teufelsburg, Wallanlage KGS-Nr.: 01195          | B    | G   | Rütiwald 599090 / 221830         | Von der im 10. und 11. Jahrhundert erbauten Mottenburg sind noch Gräben und bis zu fünf Meter hohe Wälle erhalten. Der Burghügel ist 15 Meter hoch und ist oben eingeebnet. Die so entstandene kreisrunde Fläche misst 13 Meter im Durchmesser. Zusammen mit dem Erdwerk misst die Anlage 150 Meter im Durchmesser. |

## Übrige Baudenkmäler
Hinweis: Anstelle der KGS-Nummer wird als Objekt-Identifikator (ID) die Grundstücksnummer verwendet.
| ID  | Foto |                                                           | Objekt                            | Typ | Standort                            | Beschreibung |
| --- | ---- | --------------------------------------------------------- | --------------------------------- | --- | ----------------------------------- | ------------ |
| 13  | BW   | Datei hochladen                                           | Brunnen (1764)                    | G   | Mühlegasse N.N.2 597387 / 222359    |              |
| 63  | BW   | Datei hochladen                                           | Ehemaliger Gasthof (1868)         | G   | Steinäcker 4 597736 / 222414        |              |
| 74  | ja   | Datei hochladen · Wikidata zu Pfarrhaus (Q112537579)      | Pfarrhaus (1787)                  | G   | Herrengasse 4 597359 / 222307       |              |
| 74  | ja   | Datei hochladen · Wikidata zu Pfrundspeicher (Q112544574) | Pfrundspeicher (17. Jh.)          | G   | Herrengasse 4a 597344 / 222277      |              |
| 120 | BW   | Datei hochladen                                           | Untere Mühle (1868)               | G   | Mühlegasse 11 597560 / 222159       |              |
| 124 | BW   | Datei hochladen                                           | Mühlestöckli (1816)               | G   | Mühlegasse 2 597526 / 222136        |              |
| 137 | BW   | Datei hochladen                                           | Bauernhaus (1842)                 | G   | Bahnhofstrasse 19 597244 / 222563   |              |
| 170 | BW   | Datei hochladen                                           | Ehemaliges Bauernhaus (18. Jh.)   | G   | Herrengasse 17 597393 / 222043      |              |
| 194 | BW   | Datei hochladen                                           | Ehemaliges Bauernhaus (1832)      | G   | Solothurnstrasse 10 597546 / 222465 |              |
| 223 | BW   | Datei hochladen                                           | Bauernhaus (1840)                 | G   | Wüschbach 1 596516 / 221426         |              |
| 227 | BW   | Datei hochladen                                           | Bauernhaus (1794)                 | G   | Solothurnstrasse 5 597410 / 222454  |              |
| 233 | BW   | Datei hochladen                                           | Ehemaliges Schulhaus (um 1780/90) | G   | Herrengasse 3 597388 / 222311       |              |
| 342 | BW   | Datei hochladen                                           | Mühlestöckli (2. Hälfte 18. Jh.)  | G   | Mühlegasse 4 597560 / 222113        |              |
| 530 | BW   | Datei hochladen                                           | Speicher (1699)                   | G   | Solothurnstrasse 7a 597441 / 222475 |              |